# 丸瀬布駅
丸瀬布駅（まるせっぷえき）は、北海道紋別郡遠軽町丸瀬布水谷町（まるせっぷみずたにまち）にある北海道旅客鉄道（JR北海道）石北本線の駅である。電報略号はマセ。事務管理コードは▲122517。駅番号はA48。全定期旅客列車が停車する。

## 歴史
昭和初期の開駅直後に武利意森林鉄道が開通し、木材や物資輸送の中継点として多くの側線を有し、貨物輸送でも活況を呈した。

### 年表

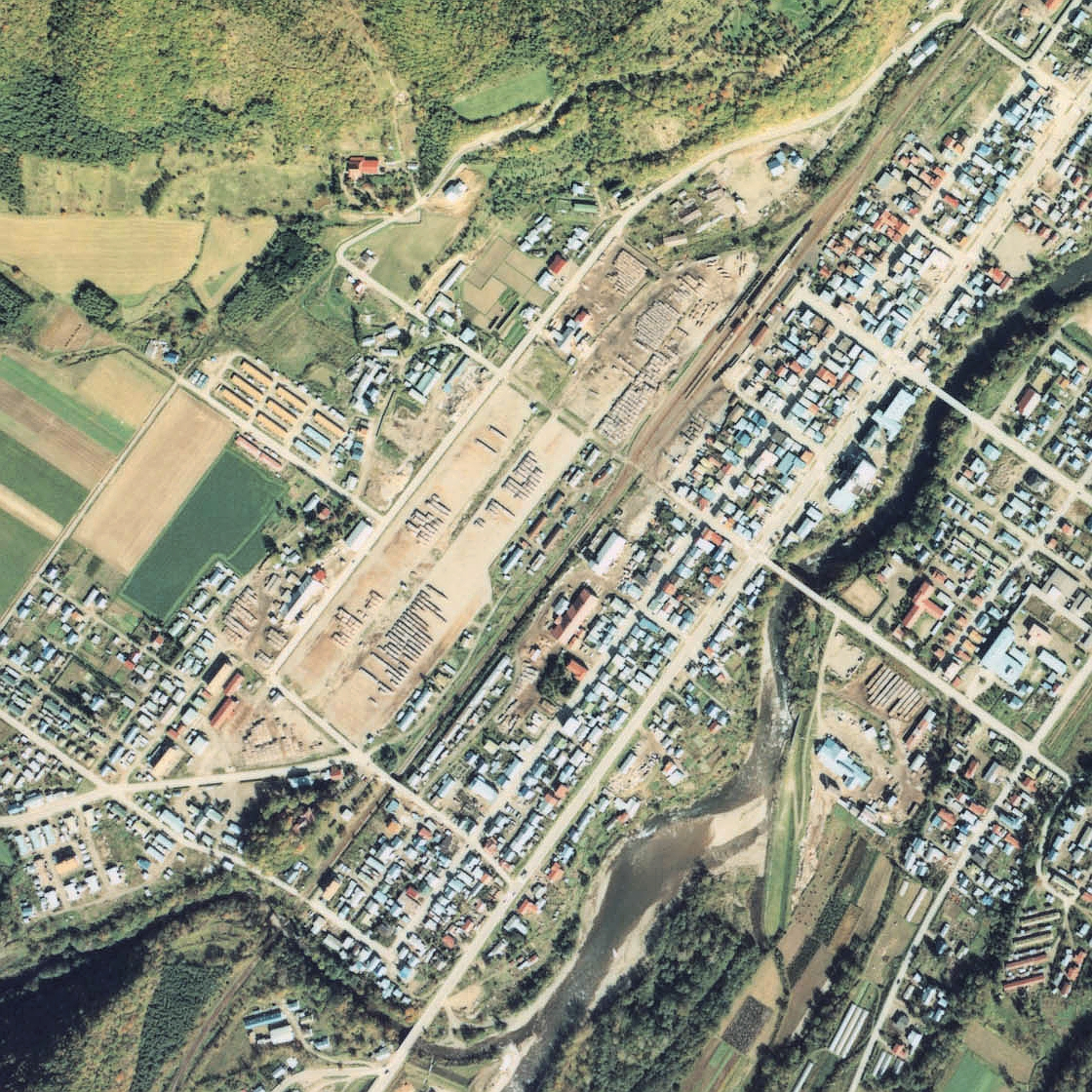
1977年の丸瀬布駅と周囲約1km範囲。

- 1927年（昭和2年）10月10日：鉄道省石北東線遠軽駅 - 当駅間開業にともない開業[4]。一般駅[1]。当初は構内に建設事務所や機関庫も設けられた[5]。
- 1928年（昭和3年）7月2日：武利意森林鉄道開通。
- 1929年（昭和4年）8月12日：当駅 - 白滝駅間延伸開業[4]。当駅構内の建設事務所・機関庫は白滝に移転[5]。
- 1930年（昭和5年）3月：北海道庁貯木場専用側線を新設[5]。
- 1932年（昭和7年）10月1日：新旭川駅 - 野付牛駅間を石北線と線名改称[4]。
- 1933年（昭和8年）2月：住友（現：住友金属鉱山）鴻之舞鉱業所専用側線を新設[5]。
- 1935年（昭和10年）3月30日：駅本屋を拡張、湯呑場と宿直室を増築[5]。
- 1938年（昭和13年）9月：駅事務室と待合室を拡張[5]。
- 1942年（昭和17年）
  - 1月1日：駅前の旧料亭を鉄道職員の寮として借り上げ[5]。
  - 3月4日：借り上げの鉄道寮を買収[5]。
  - 7月17日：現場呑場と宿直室を新築、事務室を拡張。
- 1949年（昭和24年）6月1日：公共企業体である日本国有鉄道に移管。
- 1961年（昭和31年）4月1日：所属路線が石北本線に改称[4]。
- 1962年（昭和37年）7月：武利意森林鉄道休止。
- 1963年（昭和38年）4月1日：武利意森林鉄道廃止。
- 1969年（昭和44年）8月31日：住友鴻之舞鉱業所専用側線を撤去[5]。
- 1981年（昭和56年）10月1日：同日のダイヤ改正で急行「大雪」の一部が特急「オホーツク」に編入格上げとなり、特急列車停車駅となる[6]。
- 1982年（昭和57年）11月15日：貨物取扱い廃止[1]。
- 1984年（昭和59年）
  - 2月1日：荷物取扱い廃止[1]。
  - 11月10日：駅員無配置駅となり[7]、簡易委託化。
- 1987年（昭和62年）4月1日：国鉄分割民営化により北海道旅客鉄道（JR北海道）に継承[4]。
- 1988年（昭和63年）：駅舎改築[8]。
- 1992年（平成4年）4月1日：簡易委託廃止、完全無人化。
- 2000年（平成12年）4月1日：駅舎改築[9]。
- 2025年（令和7年）3月15日：同日のダイヤ改正で特急「オホーツク」「大雪」が特急「オホーツク」と特別快速「大雪」に再編され、全旅客列車停車駅となる[JR北 1]。

### 駅名の由来
地名より。

## 駅構造
島式ホーム1面2線の地上駅であり、ホームへは構内踏切を渡る。かつては駅舎に面した単式ホームがあり2面3線で運用された。トイレは設置されている。
遠軽駅管理の無人駅。駅舎は2000年に、図書館や託児所を併設した丸瀬布生涯学習館と合築となった。

### のりば
| 番線 | 路線      | 方向 | 行先           |
| ---- | --------- | ---- | -------------- |
| 1    | ■石北本線 | 上り | 旭川・札幌方面 |
| 2    | ■石北本線 | 下り | 遠軽・網走方面 |

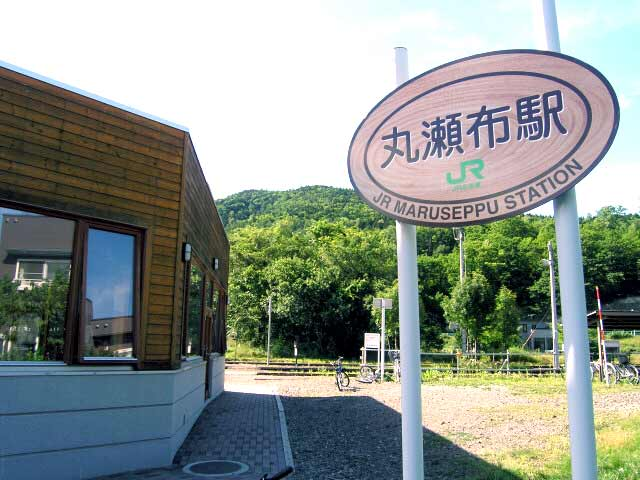
直接ホームに出られる
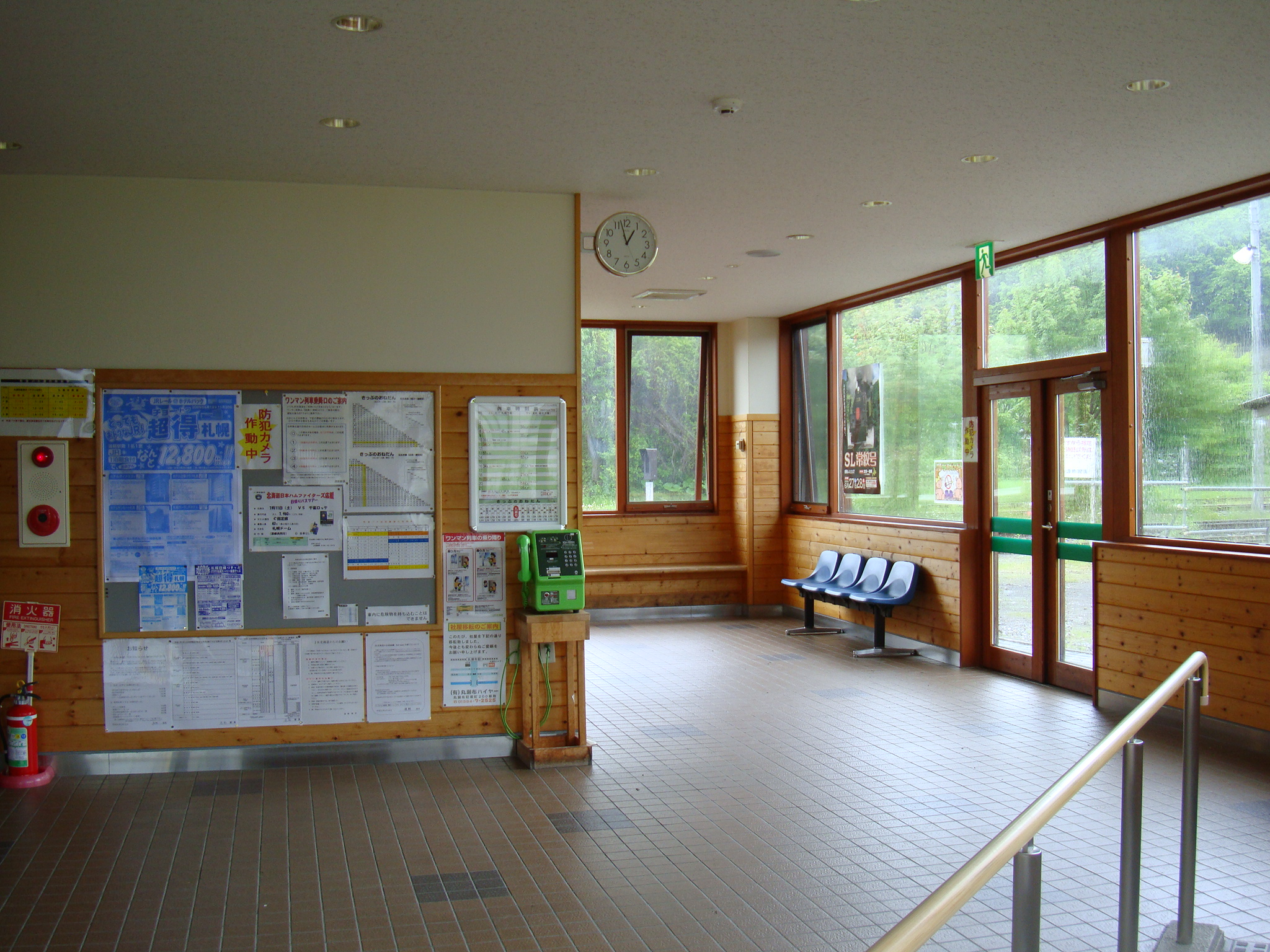
生涯学習館の風除室が待合室となる
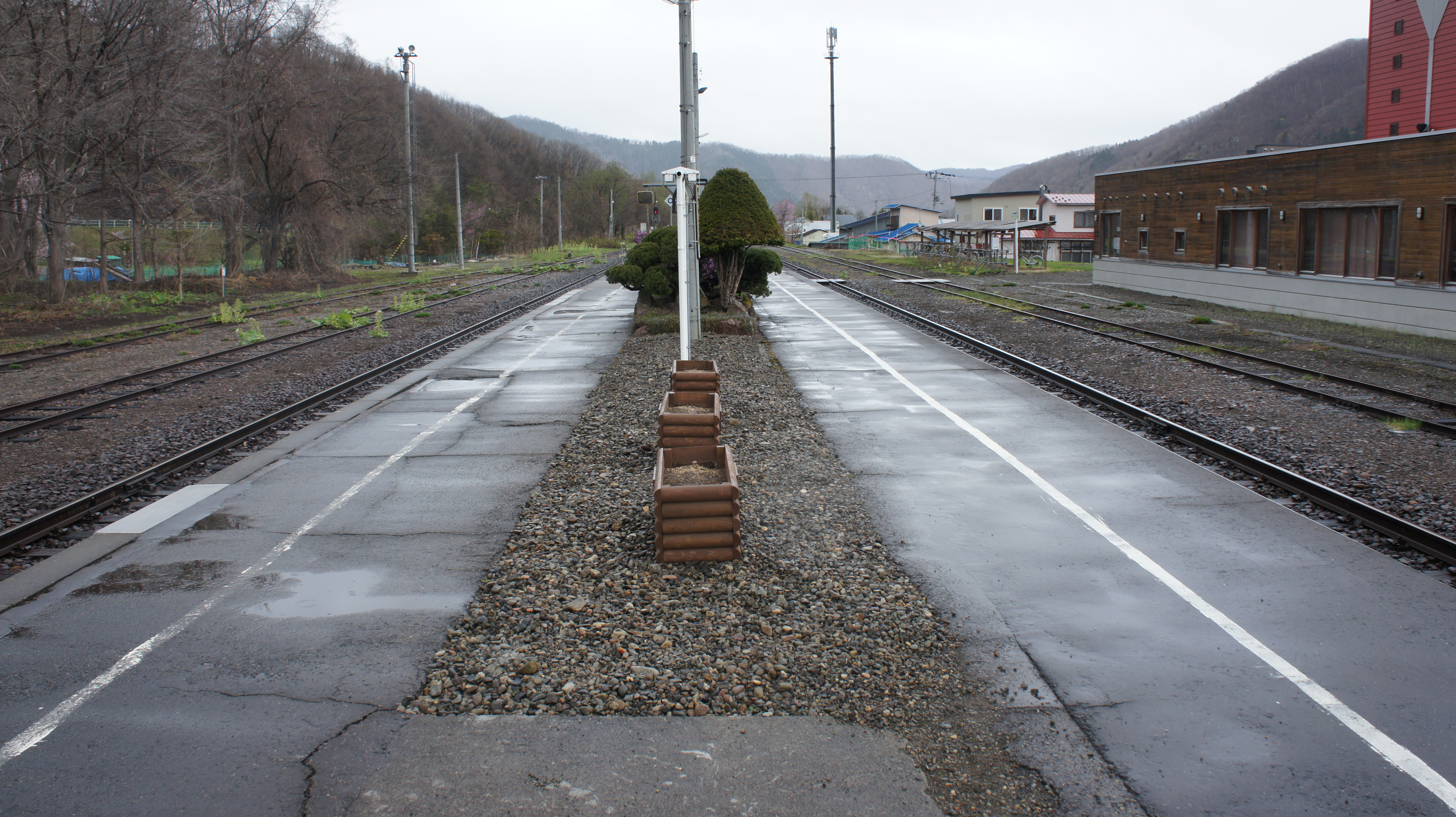
ホーム
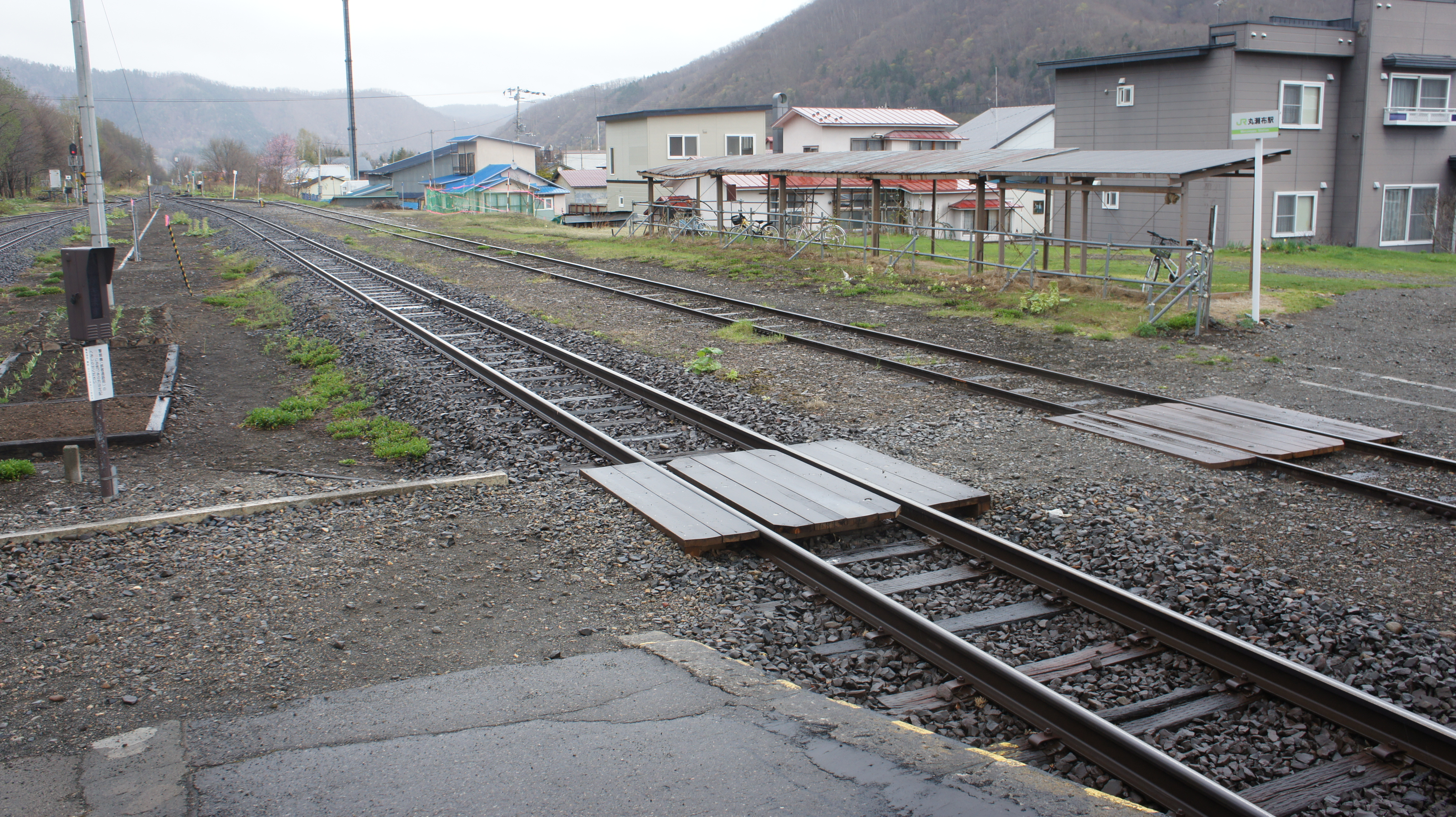
構内踏切
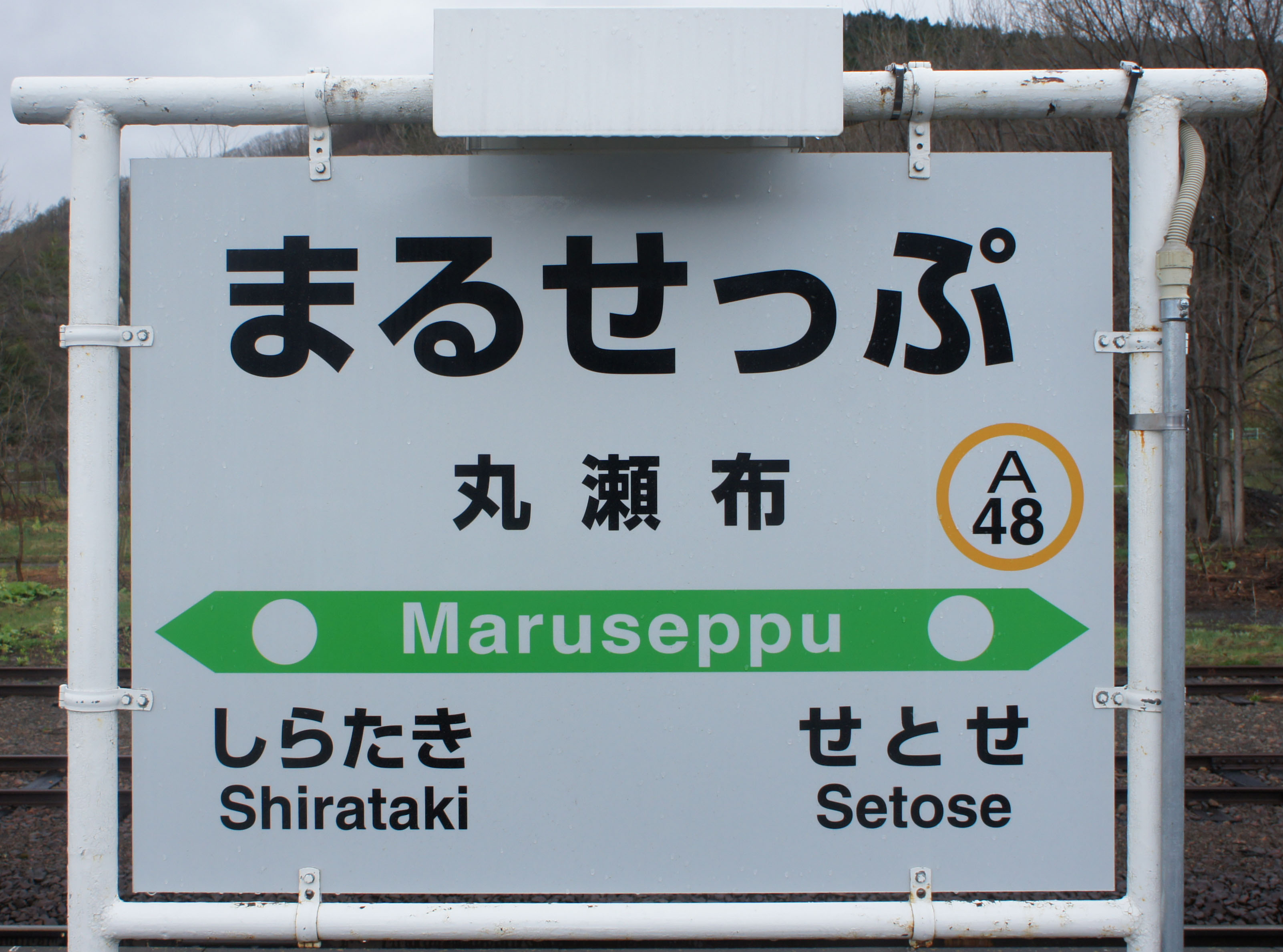
駅名標

## 利用状況
乗車人員の推移は以下のとおり。年間の値のみ判明している年については、当該年度の日数で除した値を括弧書きで1日平均欄に示す。乗降人員のみが判明している場合は、1/2した値を括弧書きで記した。
また、「JR調査」については、当該の年度を最終年とする過去5年間の各調査日における平均である。
| 年度               | 乗車人員 | 乗車人員 | 乗車人員 | 出典       | 備考                                        |
| 年度               | 年間     | 1日平均  | JR調査   | 出典       | 備考                                        |
| ------------------ | -------- | -------- | -------- | ---------- | ------------------------------------------- |
| 1927年（昭和02年） | 17,489   | (47.7)   |          | [ 5 ]      | 開業初年度                                  |
| 1930年（昭和05年） | 23,987   | (65.7)   |          | [ 5 ]      | 前年度に石北線（旭川駅 - 野付牛駅間）全通。 |
| 1935年（昭和10年） | 47,452   | (129.7)  |          | [ 5 ]      |                                             |
| 1940年（昭和15年） | 92,652   | (253.8)  |          | [ 5 ]      |                                             |
| 1945年（昭和20年） | 136,007  | (372.6)  |          | [ 5 ]      |                                             |
| 1950年（昭和25年） | 121,131  | (331.9)  |          | [ 5 ]      |                                             |
| 1955年（昭和30年） | 156,803  | (428.4)  |          | [ 5 ]      |                                             |
| 1960年（昭和35年） | 151,028  | (413.8)  |          | [ 5 ]      |                                             |
| 1965年（昭和40年） | 136,176  | (373.1)  |          | [ 5 ]      |                                             |
| 1970年（昭和45年） | 129,801  | (355.6)  |          | [ 5 ]      |                                             |
| 1971年（昭和46年） | 126,006  | (344.3)  |          | [ 5 ]      |                                             |
| 1978年（昭和53年） |          | 274      |          | [ 10 ]     |                                             |
| 2016年（平成28年） |          |          | 25.6     | [ JR北 2 ] |                                             |
| 2017年（平成29年） |          |          | 22.6     | [ JR北 3 ] |                                             |
| 2018年（平成30年） |          |          | 20.4     | [ JR北 4 ] |                                             |
| 2019年（令和元年） |          |          | 17.2     | [ JR北 5 ] |                                             |
| 2020年（令和02年） |          |          | 16.8     | [ JR北 6 ] |                                             |
| 2021年（令和03年） |          |          | 20.6     | [ JR北 7 ] |                                             |
| 2022年（令和04年） |          |          | 21.6     | [ JR北 8 ] |                                             |
| 2023年（令和05年） |          |          | 20.6     | [ JR北 9 ] |                                             |

## 駅周辺
丸瀬布地区では唯一の駅であり、丸瀬布の市街が広がる。
- 北海道道306号丸瀬布上渚滑線
- 国道333号、北海道道1070号上武利丸瀬布線
- 道の駅まるせっぷ
- 旭川紋別自動車道丸瀬布インターチェンジ
- 遠軽町役場丸瀬布総合支所（旧・丸瀬布町役場）
- 遠軽警察署丸瀬布駐在所
- 丸瀬布郵便局
- 遠軽信用金庫丸瀬布支店
- えんゆう農業協同組合（JAえんゆう）丸瀬布支所
- 遠軽地区広域組合消防署丸瀬布支署
- セイコーマート丸瀬布店
- 遠軽町営バス「丸瀬布駅前」停留所[11]
- 高速えんがる号・特急北大雪号「丸瀬布」停留所[12]
- 丸瀬布ハイヤー

## 隣の駅
北海道旅客鉄道（JR北海道）
■石北本線

■普通
白滝駅 (A45) - *旧白滝駅 (A46) - （下白滝信号場） - 丸瀬布駅 (A48) - *伊奈牛駅 - 瀬戸瀬駅 (A49)
*打消線は廃駅

### JR北海道
1. ↑  『2025年３⽉ダイヤ改正について』（PDF）（プレスリリース）北海道旅客鉄道、2024年12月13日。オリジナルの2024年12月13日時点におけるアーカイブ。2024年12月13日閲覧。
2. ↑  「石北線（新旭川・網走間）」（PDF）『線区データ（当社単独では維持することが困難な線区）』、北海道旅客鉄道、2017年12月8日。オリジナルの2017年12月9日時点におけるアーカイブ。2017年12月10日閲覧。
3. ↑  「石北線（新旭川・網走間）」（PDF）『線区データ（当社単独では維持することが困難な線区）(地域交通を持続的に維持するために)』、北海道旅客鉄道株式会社、3頁、2018年7月2日。オリジナルの2018年8月19日時点におけるアーカイブ。2018年8月19日閲覧。
4. ↑  “石北線（新旭川・網走間）” (PDF). 線区データ（当社単独では維持することが困難な線区）(地域交通を持続的に維持するために).   北海道旅客鉄道. p. 3 (2019年10月18日). 2019年10月18日時点のオリジナルよりアーカイブ。2019年10月18日閲覧。
5. ↑  “石北線（新旭川・網走間）” (PDF). 地域交通を持続的に維持するために > 輸送密度200人以上2,000人未満の線区（「黄色」8線区）.   北海道旅客鉄道. p. 3・4 (2020年10月30日). 2020年11月2日時点のオリジナルよりアーカイブ。2020年11月2日閲覧。
6. ↑  “駅別乗車人員  特定日調査（平日）に基づく”.   北海道旅客鉄道. 2022年8月3日時点のオリジナルよりアーカイブ。2022年8月14日閲覧。
7. ↑  “駅別乗車人員  特定日調査（平日）に基づく”.   北海道旅客鉄道. 2022年9月3日時点のオリジナルよりアーカイブ。2022年9月3日閲覧。
8. ↑  “駅別乗車人員  特定日調査（平日）に基づく”.   北海道旅客鉄道. 2023年11月10日時点のオリジナルよりアーカイブ。2023年11月10日閲覧。
9. ↑  “駅別乗車人員  特定日調査（平日）に基づく”.   北海道旅客鉄道 (2024年). 2024年9月9日時点のオリジナルよりアーカイブ。2024年9月9日閲覧。